# Торана

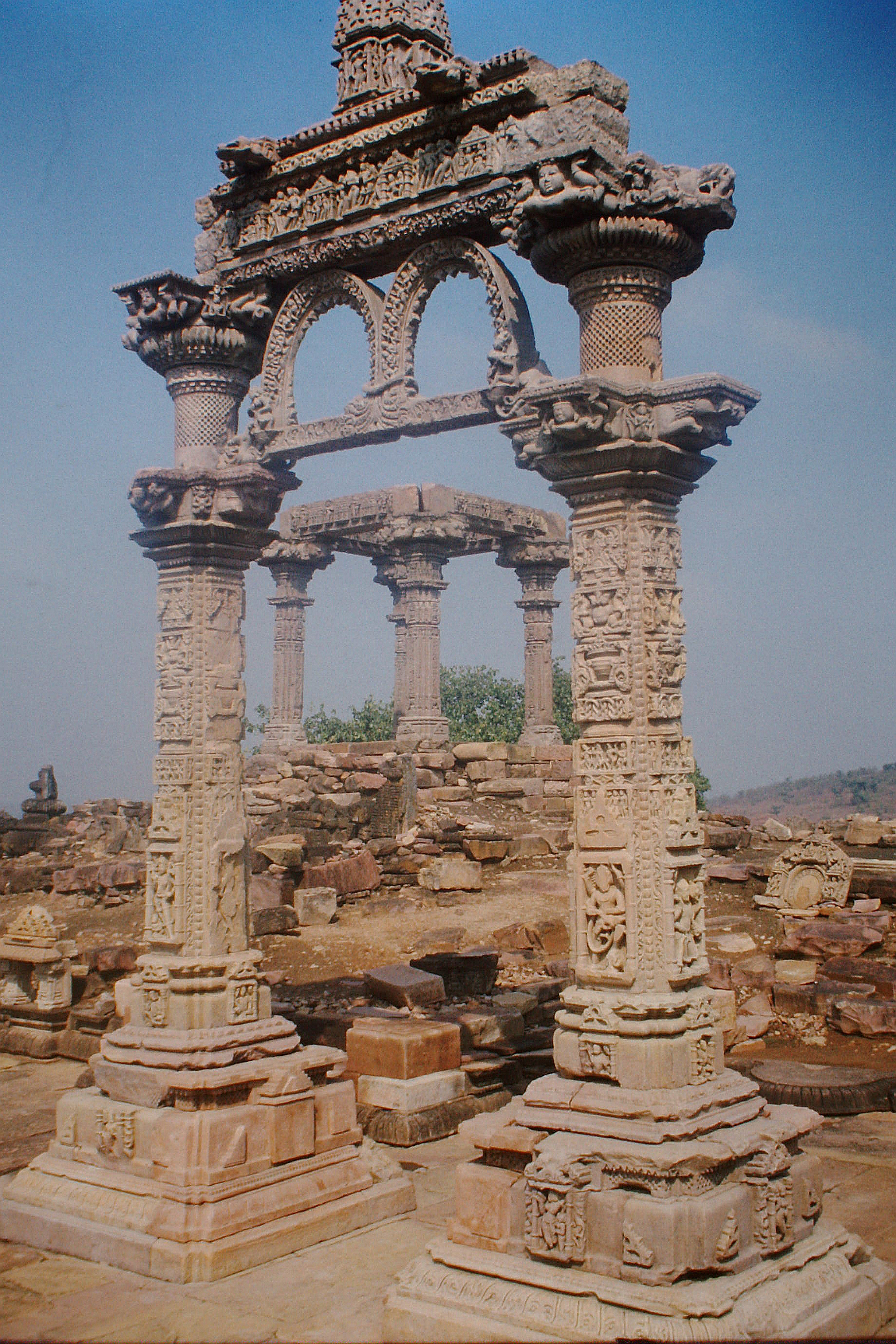

Торана — брама стовпово-балкової конструкції для обрядових цілей в індуїстській, буддійській та джайністській архітектурі Індійського субконтиненту, Південно-Східної Азії та частини Східної Азії. Китайські пайфани, японські торії, корейські Hongsalmun та тайські Sao Chingcha походять з індійської торани.

В буддистській архітектурі через торану входили до ступи — монументальної культової споруди для зберігання реліквій.